# Walter The Losen
Maria Karl Walter The Losen (* 29. Oktober 1880 in Eupen; † 5. Oktober 1919 in Wiesbaden) war ein deutscher Verwaltungsbeamter und Landrat des Kreises Eupen und des Landkreises Mayen.

## Leben

### Herkunft und Ausbildung
Der unverheiratet gebliebene Walter The Losen war ein Sohn des Spinnerei- und Gutsbesitzers sowie Kreisdeputierten Hermann The Losen (geboren 12. April 1847 in Eupen; gestorben am 28. Mai 1889 ebenda) und dessen Ehefrau Eleonore Emilia The Losen geborene Endemann (geboren am 12. Juni 1853 in Bochum) sowie ein Enkel des langjährigen Präsidenten der Handelskammer zu Eupen Julius The Losen. Die Familie The Losen war um 1770 aus Westfalen nach Eupen zugewandert.
Nach dem Besuch des Kölner Kaiser-Wilhelm-Gymnasiums, das er im Jahr 1899 mit Ablegung der Reifeprüfung verließ, studierte Walter an den Universitäten in Genf, Heidelberg, Berlin und Bonn Rechtswissenschaften. 1900 wurde er Mitglied des Corps Guestphalia Heidelberg. Mit Ablegung des ersten juristischen Staatsexamens (Gerichtsreferendar am 17. Juni 1902) setzte er dann seine Ausbildung bei dem Amtsgericht in Ratingen sowie am Landgericht und bei der Staatsanwaltschaft Düsseldorf fort, ehe er mit dem 21. November 1905 als Regierungsreferendar bei den Regierungen Aachen bzw. Düsseldorf in den preußischen Verwaltungsdienst eintrat.

### Werdegang
Walter The Losen blieb im Verwaltungsdienst. Mit rückwirkendem Dienstalter von Februar 1907 erhielt er nach vorheriger Ablegung des Assessorexamen am 29. Februar 1908 seine Ernennung zum Regierungs-Assessor. Einsatz fand er in dieser Zeit als Hilfsarbeiter bei dem Landratsamt Schleswig. Per Erlass vom 20. Dezember 1908 wurde The Losen zunächst kommissarisch und in der Nachfolge des zum 31. Dezember auf eigenen Wunsch in den Ruhestand tretenden Alfred Gülcher die Verwaltung des Kreis Eupen übertragen. Infolge dessen längerer Erkrankung während des Jahres 1908 erfolgte The Losens Amtseinführung bereits am 2. Dezember 1908, während er erst zum 1. Januar 1909 formell das Amt übernahm. Seine definitive Bestallung erhielt er am 20. Oktober 1909. Während seiner Eupener Dienstzeit vertrat ihn vom 7. Februar bis zum 31. Oktober 1910 der Regierungsassessor bei der Königlich Preußischen Regierung in Aachen, Willy Weyhe wegen einer Erkrankung.:323 Anm. 217 Darüber hinaus übernahm er von 1909 bis zu dessen Auflösung im Jahr 1918 das Amt des königlichen Kommissars für Neutral Moresnet.
Unmittelbar nach Beginn des Ersten Weltkriegs zum 6. August 1914 in den einstweiligen Ruhestand versetzt, fand The Losen ab dem 11. November 1915 zunächst bei der Regierung Danzig Einsatz, bevor ihm zum 1. Oktober 1918 kommissarisch die Verwaltung des Kreises Mayen übertragen wurde (14. Januar 1919 kommissarischer Landrat ebenda). Der dortige Amtsvorgänger Peter Peters war nach Kriegsteilnahme 1914/15 zum 14. Dezember 1918 aus gesundheitlichen Gründen in den einstweiligen Ruhestand versetzt worden.:667 Sein Amt am 25. März 1919 niederlegend, wurde The Losen mit dem 25. April 1919 auch formell von seinen Amtspflichten entbunden.

## Mitgliedschaften
- 1909–1914: Club Aachener Casino[2]